# Сельское поселение «Деревня Большие Козлы»
Сельское поселение «Деревня Большие Козлы» — муниципальное образование в составе Перемышльского района Калужской области России.
Административный центр — деревня Большие Козлы.

## Население
| 2010 | 2012 | 2013 | 2014  | 2015  | 2016  | 2017 |
| ---- | ---- | ---- | ----- | ----- | ----- | ---- |
| 963  | ↘945 | ↗982 | ↗1011 | ↗1014 | ↘1002 | ↘999 |
| 2018 | 2019 | 2020 | 2021  |       |       |      |
| ↘976 | ↘949 | ↗976 | ↗1123 |       |       |      |

## Состав
В поселение входят 12 населённых мест:
| №  | Населённый пункт | Тип населённого пункта          | Население |
| -- | ---------------- | ------------------------------- | --------- |
| 1  | Большие Козлы    | деревня, административный центр | ↗782      |
| 2  | Большие Сушки    | деревня                         | ↘6        |
| 3  | Будаково         | деревня                         | ↗25       |
| 4  | Елизаветинка     | деревня                         | ↘1        |
| 5  | Еловка           | деревня                         | ↗67       |
| 6  | Желовь           | деревня                         | ↗8        |
| 7  | Ильинка          | село                            | ↗2        |
| 8  | Крутицы          | деревня                         | ↗9        |
| 9  | Крутые Верхи     | деревня                         | ↗4        |
| 10 | Малые Козлы      | деревня                         | ↗32       |
| 11 | Морозовы Дворы   | деревня                         | →2        |
| 12 | Мужачи           | деревня                         | ↗25       |